# Pristimantis turpinorum
Pristimantis turpinorum är en groddjursart som först beskrevs av Hardy 200.  Pristimantis turpinorum ingår i släktet Pristimantis och familjen Strabomantidae. IUCN kategoriserar arten globalt som sårbar. Inga underarter finns listade i Catalogue of Life.